# Mahdi al-Harati
Mahdi al-Harati, né vers 1973 à Tripoli en Libye est un chef militaire et politicien irlando-libyen. 

## Biographie
Il vit deux dizaines d'années à Dublin en Irlande où il épouse une Irlandaise et enseigne l'arabe. En mai 2010, il a fait partie de la flottille pour Gaza. 
Il se rend en Libye en 2011 pour fonder et commander en tant que colonel, la brigade de Tripoli, entrainé par le Qatar, de l'Armée de libération nationale. En juillet 2011, sa maison à Dublin est cambriolée. 200 000 euros en billets de 500 euros lui sont dérobés. Il déclare à la police irlandaise que cette somme lui avait été donnée par les services secrets américains.
En août 2011, à la tête de la Brigade de Tripoli, Harati joue un rôle déterminant dans la seconde bataille de Tripoli. Il devient alors le numéro 2 du Conseil militaire de Tripoli, mais il se brouille rapidement avec son chef, Abdelhakim Belhadj, et démissionne.
Il rejoint la Syrie en décembre 2011 en pleine guerre civile. Il forme le groupe Liwa al-Umma et combat à Idleb et Alep. En septembre 2012, sa brigade intègre l'Armée syrienne libre, mais peu après, Harati quitte la Syrie et regagne la Libye, officiellement pour raison médicale,,,.
Harati est élu maire de Tripoli en 2014. Le 9 juin 2017, dans le contexte de la crise du Golfe, Mahdi al-Harati est désigné comme « terroriste » par l'Arabie saoudite en raison de ses liens avec le Qatar.